# Station Achel
Station Achel is een voormalig spoorwegstation langs spoorlijn 18 (Winterslag - Eindhoven) in Achel, een deelgemeente van Hamont-Achel.
Het station was een grensstation met quarantainestallen om ingevoerd Nederlands vee te controleren op besmettelijke ziektes. Er ontstond dan ook snel een stationswijk met hotels, cafés en winkels. De wijk groeide later uit tot de parochie Achel-Statie. Na de sluiting voor het reizigersverkeer in 1946 verdwenen de hotels.
Het stationsgebouw, dat in 1959 ook gesloten werd voor het goederenverkeer, bestaat nog, maar is sinds 1963 onherkenbaar geïntegreerd in een industrieel gebouwencomplex.
Einde 2007 werden de laatste quarantainestallen, die zwaar beschadigd waren door een hevige storm, afgebroken.
0,0: Winterslag ·
10,7: Houthalen ·
14,7: Helchteren ·
18,5: Beverloo-Heide ·
23,0: Wijchmaal ·
27,0: Eksel ·
33,6: Neerpelt ·
40,1: Achel ·
43,8: Borkel en Schaft ·
49,6: Valkenswaard ·
54,1: Aalst-Waalre ·
57,0: Gestel ·
58,0: Philipsdorp Zuid ·
60,0: Eindhoven Centraal